# Téat la Kour
Téat la Kour ou TLK est un groupe d'humoristes originaire du quartier du Chaudron, à l'île de La Réunion, département d'outre-mer, où ils bénéficient d'une certaine notoriété dans les années 2000.

## Histoire du groupe
En 1992, Erick Isana, un jeune originaire du Chaudron auditionne pour rentrer dans la troupe Les Improductibles, ce qui sera pour lui une vraie inspiration puisqu'il décide de se lancer dans la comédie. À l'époque, il est animateur dans un centre de vacances et lance comme projet de faire des petites pièces de théâtre qui mettent en scène les jeunes du quartier. Pendant cette période, il rencontre des jeunes qui vont devenir ses acolytes, dont Lino Rasolonirina, cofondateur de la troupe Téat la Kour. Ils commencent tous deux par de petits spectacles les dimanches après-midi sur la place du marché du Chaudron. Ils ont alors un rêve, celui de jouer un jour sur la scène du théâtre Fourcade, devenu aujourd'hui le théâtre du Grand Marché de Saint-Denis et grâce à cela, changer l'image négative que peut avoir leur quartier d'origine. En effet, elle résulte principalement des émeutes de février à mars 1991 opposant les forces de l'ordre à la population, qui protestait contre la clôture de la chaîne de télévision Télé Free dom. De nombreux commerces avaient été pillés et incendiés et de nombreuses personnes avaient été blessées et perdirent la vie. 
En 1995, la troupe Téat la Kour est fondée par Erick Isana et Lino Rasolonirina. Ils sont alors accompagnés de trois autres jeunes : Laurent Boisedu, Thierry Alba et Stéphane Iva, et ensemble ils décident d'arpenter les routes de l'île et de se produire un peu partout en passant par les campings ou encore les centres de vacances. Néanmoins, malgré des débuts quelque peu difficiles financièrement, les cinq jeunes ne se découragent pas. Leurs efforts seront récompensés par la suite puisqu'en 1997, la rencontre avec le régisseur Patrick Prie améliore éclairage, son et effets spéciaux. Le groupe joue leur premier spectacle intitulé Kaloubadia, au théâtre Fourcade pour le Festival des Arts Métis. 
Des spectacles s'ensuivent et le succès est au rendez-vous pour le groupe d'amis. Dig Dig pa mwin, qu'ils jouent en 1999, est sûrement l'un de leurs plus gros succès. Les Téat la Kour doivent leur notoriété à leur humour typiquement réunionnais mais aussi grâce à leurs sujets de sketch : ils s'attaquent souvent à des faits de société réunionnais comme l'allocation de rentrée scolaire, la route du Littoral, le droit des femmes ou encore le chômage chez les jeunes. Tout cela est toujours raconté avec beaucoup d'humour et de dérision. 
En coproduction avec le Centre dramatique de l'Océan Indien, ils décident de tenter leur chance en métropole et vont jouer dans des grandes villes comme Lyon ou encore Paris. En 2008, les deux fondateurs de la troupe Erick Isana et Lino Rasolonirina décident de se lancer dans une aventure en duo sans pour autant se séparer de la troupe et fondent un spectacle, ensemble, I shap pa. Le succès est aussi de rigueur pour les deux hommes. Pour leur quinze ans de carrière, le groupe se lance dans un nouveau spectacle, Momon Papa pa la...la hein, spectacle qu'ils présenteront lors de leur participation au Festival du Rire de 2012 de l'Île Maurice, organisé par la troupe Komiko.  
Mais le groupe ne s'arrête pas aux spectacles puisqu'on peut les voir à la télévision, dans leurs propres émissions, dans des publicités, prendre part à des causes qui leur tiennent à cœur. On peut aussi les entendre sur les ondes radios réunionnaises.

## Membres du groupe

### Récurrent
Erick Isana est à l'initiative de la troupe. En effet, après son service militaire, il décide de se lancer dans la comédie après avoir auditionné dans Les Improductibles. Il crée la troupe Téat la Kour en 1995, et en plus d'y être comédien, il endosse le rôle de metteur en scène. Néanmoins, il va aussi se faire connaître en tant qu'artiste indépendant en jouant dans des pièces de théâtre ou en participant à des projets tels que : 
- Passage de Philippe Pelen-Baldini, 2001
- Docter Kontroker, 2003
- Architruc de Robert Pinget, mise en scène Ahmed Madani 2004
- Les songes d'une nuit d'été, compagnie Sakidi
- Galé de Vincent Fontano, 2016
- Fer6 de Francky Lauret, 2016[7]
- Madiba / Zénani de Jocelyne Lavielle, 2019[8]

Côté grand écran, il joue le rôle principal dans le court métrage de Laurent Pantaléon, Baba Sifon (2019).

### Anciens
Plusieurs membres vont quitter la troupe au fil des années. 
- Stéphane Iva
- Laurent Boisedu
- Thierry Alba
- Lino Rasolonirina
- Patrick Prie, régie technique

### Nouveaux
Deux jeunes comédiens issus du groupe d'improvisation Kasseur lékui vont faire leur entrée dans la troupe :
- Benjamin Armougom
- Bernard Oulédi

## Spectacles
- Kaloubadia, 1997
- Vyin Trapé
- Dig dig pa mwin, 1999
- Kosa i fait rire à zot, 2000
- 100% la Kour, 2002
- L'araignée et la Pintade, 2002
- I shap pa, 2008
- Momon Papa pa la... hein, 2010
- Saint-Denis du rire, 2013

## Télévision
En 2010, la troupe s'est lancée le défi de conquérir le petit écran. Deux épisodes du Petit Dico du Téat la Kour ont fait surface mais c'est sur la chaîne Télé Kréol que tout cela prend forme. En 2011, les téléspectateurs réunionnais peuvent suivre tous les soirs l'émission Mi vien dor zot caz  ou Télé la Kour, qui est une émission de dix minutes diffusée à 18h25. 

## Projets
- En 2013, les deux fondateurs du groupe créé le Saint-Denis du rire[10], festival de l'humour de l'Océan Indien inspiré du Marrakech du rire. Il s'agit de 3 heures de spectacle qui rassemblent des jeunes humoristes de talent autour d'un même spectacle.
- La même année, ils se lancent dans une campagne pour le respect du personnel des cars jaunes intitulé, Alon pran lo bus kontan[11],[12].
- Lino Rasolonirina s'est lancé dans des ateliers théâtres[13] pour les jeunes de la Commune Prima.
- Le groupe Téat la kour a pris part à une campagne de sensibilisation aux stupéfiants, organisée par les dirigeants de la société Eiffage[14].
- Dans un article qui lui est consacré[15], Erick Isana a fait part de ses projets à venir : lancer un spectacle intitulé Dan kèl trin nou lé?, se lancer dans son propre one-man show ou encore créer le Erick Isana Comédie Club, qui est inspiré du Jamel Comedy Club.

## DVDs
- Dig dig pa mwin, 2000
- Kosa i fé ri à zot, 2002
- Le bann pli gadyamb, 2004
- 100% la Kour, 2005
- I shap pa, 2008